# Warburgiella filicuspis
Warburgiella filicuspis är en bladmossart som beskrevs av Brotherus 1925. Warburgiella filicuspis ingår i släktet Warburgiella och familjen Sematophyllaceae. Inga underarter finns listade i Catalogue of Life.